# 411
El 411 (CDXI) fou un any comú començat en diumenge del calendari julià. En aquell temps, era conegut com a any del consolat de Teodosi sense col·lega (o, més rarament, any 1164 ab urbe condita). L'ús del nom «411» per referir-se a aquest any es remunta a l'alta edat mitjana, quan el sistema Anno Domini esdevingué el mètode de numeració dels anys més comú a Europa.

## Esdeveniments
- Els sueus, vàndals i alans es reparteixen gran part de la península Ibèrica.[1]